# Свети Георги (Чаир)
Вижте пояснителната страница за други значения на Свети Георги.
„Свети Георги“ (на македонска литературна норма: „Свети Ѓорѓиј“ или Свети Ѓорѓи) е православна църква в столицата на Северна Македония Скопие, част от Скопската епархия на Македонската православна църква.
Църквата е изградена със средства на църквата „Света Богородица“ и от дарения на граждани. Завършена и осветена е в 1927 година. Църквата е дело на българския майстор строител Саре Яковов.